# Aberto de Tênis do Rio Grande do Sul de 2014
O Aberto de Tênis do Rio Grande do Sul de 2014 foi um torneio profissional de tênis jogado em quadras de saibro. Foi a terceira edição do torneio, que fez parte do ATP Challenger Tour de 2014. Ela ocorreu em Porto Alegre, Rio Grande do Sul, Brasil, entre 22 e 28 de setembro de 2014.

## Entradas na chave principal de simples

### Cabeças de chave
| País | Jogador                     | Rank1 | N° |
| ---- | --------------------------- | ----- | -- |
| ARG  | Carlos Berlocq              | 67    | 1  |
| ARG  | Diego Sebastián Schwartzman | 98    | 2  |
| ARG  | Facundo Bagnis              | 116   | 3  |
| ARG  | Facundo Argüello            | 117   | 4  |
| POR  | Gastão Elias                | 137   | 5  |
| ARG  | Guido Andreozzi             | 171   | 6  |
| FRA  | Axel Michon                 | 181   | 7  |
| BRA  | Guilherme Clezar            | 191   | 8  |

- 1 Rankings de 15 de Setembro de 2014.

### Outras entradas
Os seguintes jogadores receberam wildcards para entrar na chave principal:
- Rafael Matos
- Fabricio Neis
- Eduardo Russi Assumpção
- Marcelo Zormann

Os seguintes jogadores entraram pelo qualifying:
- Daniel Dutra da Silva
- Tiago Lopes
- João Menezes
- Caio Zampieri

## Campeões

### Simples
- Carlos Berlocq der.  Diego Schwartzman

### Duplas
- Guido Andreozzi /  Guillermo Durán der.  Facundo Bagnis /  Diego Schwartzman